# Saint-Victor-la-Coste
 Saint-Victor-la-Coste  es una población y comuna francesa, situada en la región de Languedoc-Rosellón, departamento de Gard, en el distrito de Nimes y cantón de Roquemaure.

## Demografía
| 996 | 789 | 867 | 944 | 1 075 | 1 020 | 1 092 | 1 059 | 1 086 | 1 068 | 1 016 | 994 | 1 035 | 1 135 | 1 028 | 954 | 904 | 902 | 882 | 867 | 732 | 744 | 743 | 742 | 714 | 667 | 775 | 919 | 951 | 1 143 | 1 285 | 1 524 |
| Para los censos de 1962 a 1999 la población legal corresponde a la población sin duplicidades (Fuente: INSEE [Consultar]) |     |     |     |       |       |       |       |       |       |       |     |       |       |       |     |     |     |     |     |     |     |     |     |     |     |     |     |     |       |       |       |